# Altamas Kabir
Altamas Kabir (bengalisch আলতামাস কবির Ālatāmās Kabir; * 19. Juli 1948 in Kalkutta; † 19. Februar 2017 in Kalkutta) war ein indischer Jurist. Er war von 2012 bis 2013 Chief Justice of India (Oberster Richter des Supreme Court of India).

## Kindheit und Ausbildung
Altamas Kabir wurde in einer muslimischen bengalischen Familie geboren, die es bei der Teilung Indiens vorzog, im indischen Teil zu bleiben. Sein Vater, Jehangir Kabir, war ein führender Politiker und Gewerkschaftsführer in Westbengalen. Die Schulausbildung bekam Altamas Kabir unter anderem an der Calcutta Boys’ School, einer noch während der britischen Kolonialzeit gegründeten angesehenen Bildungseinrichtung. Einer seiner Lehrer war beeindruckt von seiner Fähigkeit, freie Reden zu halten und empfahl ihm daher, eine juristische Karriere einzuschlagen. Zunächst machte Altamas Kabir jedoch einen Abschluss in Geschichte am Presidency College in Kalkutta, bevor er an der University of Calcutta Rechtswissenschaften studierte.

## Karriere
Nachdem er 1973 seinen MA und LLB an der University of Calcutta abgelegt hatte, erhielt er seine Zulassung als Anwalt und praktizierte in Zivil- und Strafrecht in Kalkutta.
Am 6. August 1990 wurde er zum Richter am Calcutta High Court berufen und war dort unter anderem verantwortlich für die Computerisierung der Gerichte der Stadt. An den Obersten Gerichtshof Indiens (Supreme Court of India) wurde er am 9. September 2005 berufen, wo er schließlich am 29. September 2012 als Nachfolger von Sarosh Homi Kapadia der 39. Chief Justice of India wurde. Nach einer Amtszeit von nur etwa neun Monaten ging er am 18. Juli 2013 wegen Erreichen der Altersgrenze in den Ruhestand. Seine Berufung war daher der Abschluss einer langen Karriere und nicht die längerfristige Besetzung der Stelle, ebenso war es bei seinem Amtsnachfolger P. Sathasivam.

## Urteile
Während seiner Amtszeit als Richter am Obersten Gerichtshof Indiens wurden unter seiner Führung mehrere bedeutende Urteile gefällt, insbesondere zu den Themen Menschenrechte und Wahlgesetze. Altamas Kabir galt als überzeugter Verfechter der Bürgerrechte. Im Jahre 2011 entschied der Supreme Court of India, dass auch weibliche Verwandte des Ehemannes unter das Gesetz zum Schutz von Frauen vor häuslicher Gewalt (Protection of Women from Domestic Violence Act 2005) fallen können.
Am 19. Oktober 2012 entließ er gegen Kaution den Journalisten Syed Mohammed Ahmed Kazmi, der wegen angeblicher Beteiligung an einem Anschlag auf ein Fahrzeug der israelischen Botschaft verhaftet wurde und dann von der Polizei unfair behandelt worden sein soll.